# FINA Water Polo World League 2020 (femminile)
La World League femminile di pallanuoto 2020 (FINA Water Polo World League 2020) è stata la 17ª edizione della manifestazione che viene organizzata annualmente dalla FINA. Il torneo si svolge in due fasi, un turno di qualificazione e la Super Final. Quest'ultima, inizialmente prevista dal 9 al 14 giugno 2020, si è invece disputata dal 14 al 19 giugno 2021, dopo numerosi rinvii legati alla pandemia di COVID-19.
La competizione è partita ufficialmente il 12 novembre 2019 con i gironi di qualificazione europei, mentre il torneo intercontinentale di qualificazione è stato annullato a causa della succitata pandemia: per questo motivo quattro nazionali (Canada, Giappone, Stati Uniti e Kazakistan) hanno partecipato alla Super Final tramite invito, senza passare per le qualificazioni.
La vittoria finale è andata agli Stati Uniti, al loro quattordicesimo successo nella competizione (il settimo consecutivo).

## Turno di qualificazione

### Europa Cup
Le 7 squadre europee sono state inserite in un unico girone disputato con gare di sola andata dal 12 novembre 2019 al 27 marzo 2021. Le prime tre del girone si qualificano alle Super Final di World League.

#### Gruppo A
|    | Squadra     | Pti | G | V | VR | PR | P | GF | GS | DR  |
| -- | ----------- | --- | - | - | -- | -- | - | -- | -- | --- |
| 1. | Ungheria    | 16  | 6 | 5 | 0  | 1  | 0 | 53 | 32 | +21 |
| 2. | Spagna      | 14  | 6 | 4 | 1  | 0  | 1 | 78 | 44 | +34 |
| 3. | Russia      | 9   | 6 | 3 | 0  | 0  | 3 | 67 | 71 | -4  |
| 4. | Grecia      | 9   | 6 | 3 | 0  | 0  | 3 | 52 | 52 | 0   |
| 5. | Paesi Bassi | 8   | 6 | 2 | 1  | 0  | 3 | 65 | 68 | -3  |
| 6. | Italia      | 7   | 6 | 2 | 0  | 1  | 3 | 41 | 48 | -7  |
| 7. | Francia     | 0   | 6 | 0 | 0  | 0  | 6 | 18 | 59 | -41 |

## Super Final
Si è disputata ad Atene dal 14 al 19 giugno 2021.

## Classifica finale
| Pos. | Squadra     |
| ---- | ----------- |
|      | Stati Uniti |
|      | Ungheria    |
|      | Russia      |
| 4    | Canada      |
| 5    | Spagna      |
| 6    | Grecia      |
| 7    | Giappone    |
| 8    | Kazakistan  |